# Genoa Cricket and Football Club
Il Genoa Cricket and Football Club, meglio noto come Genoa, è una società calcistica italiana con sede nella città di Genova. Milita in Serie A, la massima divisione del campionato italiano.
Fondato nel 1893, è il più longevo tra i club italiani ancora in attività oltreché uno dei più blasonati, vantando nel suo albo d'oro 9 scudetti vinti tra il 1898 – il primo in assoluto nella storia del calcio italiano – e il 1923-1924: questa serie di successi valse al Genoa la definizione di prima grande del calcio nazionale, ruolo esercitato fino all'anteguerra, e fece sì che per i suoi primi sessant'anni si imponesse come la squadra italiana più titolata, da sola o in condivisione, prima di essere superata dalla Juventus sul finire del secondo dopoguerra e, nei decenni successivi, dalle sole Inter e Milan. Nel suo palmarès figurano anche una Coppa Italia e 6 campionati di Serie B – un record condiviso con l'Atalanta –, oltre a due Coppe delle Alpi, una Coppa Anglo-Italiana e una Coppa dell'Amicizia; vanta inoltre cinque partecipazioni alla Coppa dell'Europa Centrale, una alla Coppa Intertoto e due alla Coppa UEFA/Europa League, competizione quest'ultima in cui ha raggiunto il suo migliore risultato in ambito confederale con le semifinali dell'edizione 1991-1992.
Nel 2011 il Genoa è stato inserito nell'"International Bureau of Cultural Capitals" (una sorta di patrimonio sportivo storico dell'umanità, in linea con quello dell'UNESCO) sotto richiesta del presidente Xavier Tudela. Nel 2013 è stato inoltre ammesso nel "Club of Pioneers", associazione riconosciuta dalla FIFA che raggruppa i club di calcio più antichi e storici del mondo.
Il Grifone, uno dei soprannomi del club assieme a Rossoblù e Vecchio Balordo, occupa il dodicesimo posto nella graduatoria della tradizione sportiva italiana secondo i criteri della FIGC.

## Storia

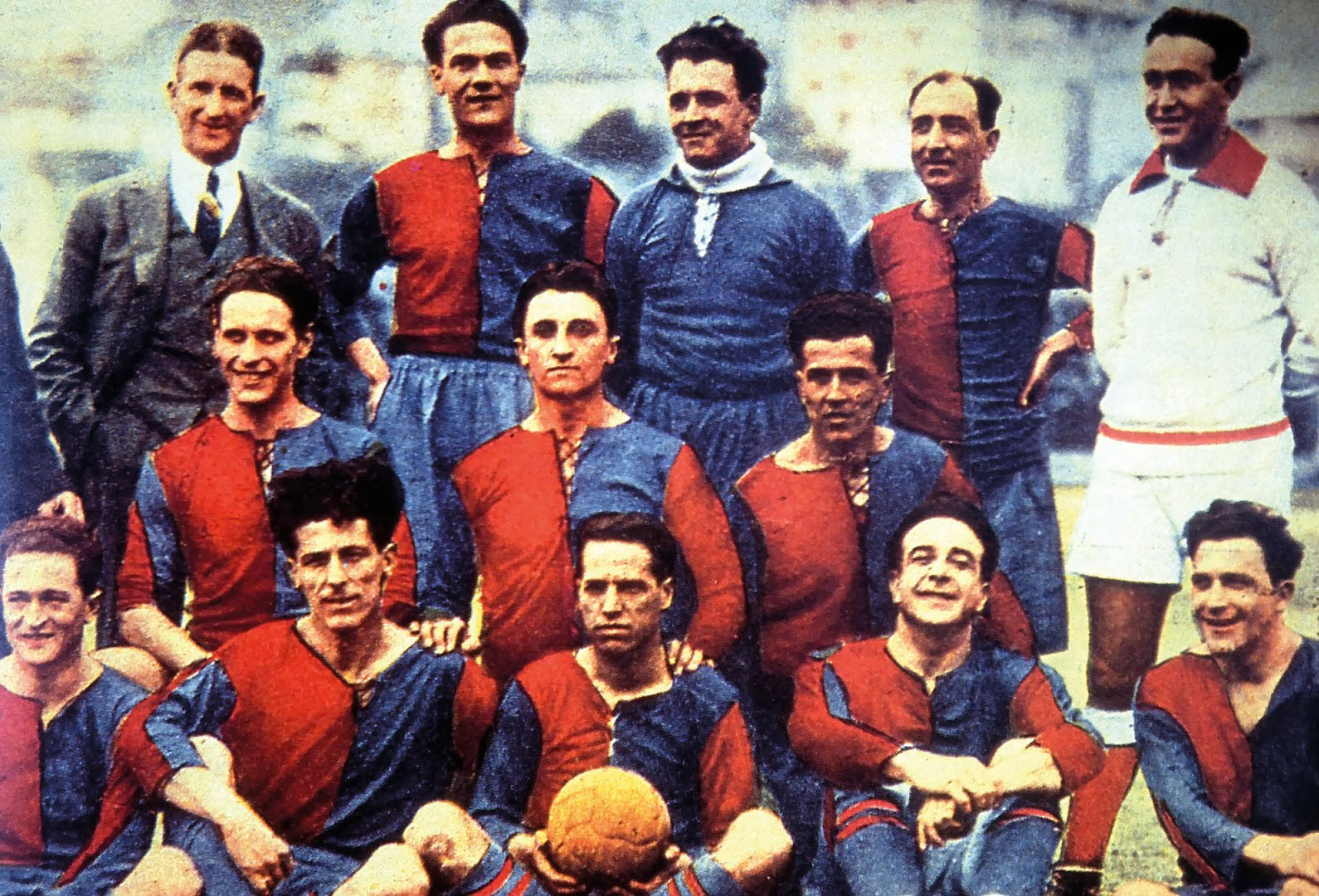
Una formazione del Genoa 1923-24, vincitore del suo nono scudetto

Fondato come polisportiva il 7 settembre 1893, il Genoa istituì la propria sezione calcistica tre anni più tardi. Partecipò al primo campionato italiano, durato un solo giorno, l'8 maggio 1898, vincendolo. L'anno successivo partecipò nuovamente, ottenendo un nuovo successo, e così l'anno seguente. Fu proprio in quell'anno che il Genoa adottò i colori rossoblù. Non riuscì però a vincere il campionato seguente, venendo sconfitto in finale dal Milan. Nei tre anni successivi, il Genoa fu nuovamente campione d'Italia. Per il settimo alloro però dovette aspettare il primo dopoguerra, quando gli venne assegnato d'ufficio il campionato 1914-15 che era stato interrotto a causa dell'intervento italiano nella Grande Guerra, con il Genoa in prima posizione del girone finale della Lega Nord. Al ritorno in campo, il Genoa si qualificò secondo nel campionato 1919-20. Tre anni dopo vinse nuovamente il campionato e l'annata seguente vinse il suo nono e, fino ad oggi, ultimo scudetto contro il Savoia di Torre Annunziata.
Al primo campionato di Serie A il Genoa sfiorò lo scudetto, classificandosi al secondo posto. Nella stagione 1933-34 il Genoa retrocedette in Serie B per la prima volta, ma ritornò in A l'anno dopo. Due stagioni dopo vinse la prima Coppa Italia della sua storia (e, sinora, anche l'unica).
Dopo l'interruzione dei campionati per via della seconda guerra mondiale, il Genoa tornò a giocare in A, ma senza lo smalto di un tempo: trascorse i vent'anni successivi raggiungendo sempre posti bassi della classifica in A, venendo anche retrocessa in due casi, ottenendo comunque anche due promozioni. Nella stagione 1962-63 il Genoa vinse la Coppa dell'Amicizia e raggiunse il quindicesimo posto in Serie A. Nel campionato seguente si piazzò all'ottavo posto e vinse la Coppa delle Alpi. Meno fortunata fu l'annata seguente, conclusasi con la retrocessione in Serie B. Dopo quattro anni in cadetteria, il Genoa retrocesse addirittura in Serie C. Tuttavia, tornò immediatamente in cadetteria e, due anni dopo, in massima serie. Passò poi alcuni anni scendendo e risalendo di categoria.
Nella stagione 1981-82 il Genoa, grazie al pareggio con il Napoli per 2-2 all'ultima giornata, si salvò dalla retrocessione ai danni del Milan: questo sancì il gemellaggio con i partenopei, anche se un'amicizia era già nata quando il Genoa giocò un'amichevole con la squadra napoletana durante una epidemia di colera che aveva colpito Napoli. Dopo una retrocessione in seconda serie nel 1984, il Genoa passò i cinque anni seguenti in cadetteria, risalendo in prima serie nel 1989. Due anni dopo, nella stagione 1990-91, il Genoa raggiunse un ottimo quarto posto: poté così partecipare l'anno seguente alla Coppa UEFA, da cui però fu eliminata dall'Ajax in semifinale. Questo fu l'inizio di una fase calante, culminata nel 1995 con l'ennesima retrocessione in Serie B. Se si esclude la vittoria del Torneo Anglo-Italiano, i dieci anni seguenti furono terribili per i rossoblù, con alcune retrocessioni sventate, una su tutte quella del 2003, anno in cui il Genoa fu ripescato per un illecito sportivo del Catania. Nella stagione 2004-2005 il Genoa raggiunse il primo posto della Serie B, ma la promozione in massima serie fu annullata a causa di un tentativo di corruzione ai danni del Venezia e, di converso, i liguri si ritrovarono declassati d'ufficio in terza serie.

Una formazione del Genoa 1990-91, artefice della sua migliore stagione dal secondo dopoguerra.

L'anno dopo, comunque, i rossoblù tornarono immediatamente in B, classificandosi secondi alle spalle dello Spezia. Nel successivo campionato cadetto, reso particolare per la presenza, oltreché del Genoa, anche delle blasonate Bologna, Juventus e Napoli, i liguri completarono il "doppio salto" ritornando in A grazie al terzo posto finale. Nella stagione 2008-09 i rossoblù si classificarono con 68 punti al quinto posto, che garantiva l'accesso all'Europa League, tornando nelle competizioni continentali dopo diciotto anni. La stagione seguente il Genoa non superò la fase a gironi della seconda competizione europea, ma, per la prima volta nella storia, la formazione "Primavera" del Grifone vinse il Campionato Primavera.
Nella stagione 2011-12, grazie alla vittoria per 2-1 sulla Roma del 26 ottobre 2011, il Genoa superò quota 1 000 punti nelle partite casalinghe di Serie A con la formula del girone unico.
Nella stagione 2013-14, grazie alla vittoria 2-0 sul Sassuolo del 6 gennaio 2014, il Genoa raggiunse le 500 vittorie nella Serie A con la formula del girone unico.. Nella stagione 2014-15 il Genoa ottenne il sesto posto con 59 punti in classifica, posizione che le avrebbe consentito l'accesso all'Europa League della stagione successiva, che però non ottenne a causa della mancata acquisizione della licenza UEFA.
Nella stagione 2015-16 la squadra si piazzò all'undicesimo posto in classifica, raggiungendo il proprio record di permanenza in Serie A, ossia dieci anni consecutivi. Le annate seguenti non furono però esaltanti: gli unici alti vi furono nel corso dei campionati 2017-18 e 2020-21 quando i rossoblù, che stazionavano in zona retrocessione, a seguito di avvicendamenti in panchina cambiarono marcia e conquistarono due agevoli salvezze. Nel settembre 2021, dopo una gestione lunga diciotto anni, Enrico Preziosi cedette la proprietà alla società statunitense 777Partners; sul versante sportivo, però, la squadra retrocedette in Serie B dopo 15 stagioni. Nell'annata seguente, chiudendo al secondo posto il torneo cadetto, il Genoa riconquistò immediatamente la massima categoria sotto la gestione del nuovo allenatore Alberto Gilardino.Susseguono altri due anni di agevole salvezza in A, la prima sempre con Gilardino, mentre la seconda con Patrick Vieira, subentrato a seguito dell'esonero dell'allenatore italiano a causa di un complicato inizio di stagione 2024-2025. Inoltre, in questo periodo si ufficializza un nuovo passaggio di proprietà del Genoa, che passa nelle mani di Dan Sucu, imprenditore rumeno possessore di Mobexpert e già maggiore azionista del club Rapid Bucarest. Sucu diventa proprietario e nuovo presidente, prendendo il posto occupato dal 2021 da Alberto Zangrillo, che però rimane nel Consiglio di Amministrazione della società.

## Colori e simboli

### Colori

Una formazione del Genoa 1991-1992 con indosso la sua tradizionale seconda divisa, bianca con fascia rossoblù

La maglia del Genoa è composta dai colori rosso e blu a quarti; la disposizione dei colori sulla maglia (rispetto a chi la indossa): rosso a destra e blu a sinistra, schienale invertito e manica con facciata di colore opposto, calzoncini blu e calzettoni rosso-blu a strisce orizzontali. Dalla fondazione, avvenuta nel 1893, vengono adottate dapprima casacche di colore bianco e successivamente bianco-blu a righe verticali, mentre dal 1901 il rosso granata e il blu scuro: a proporre la nuova maglia, da qui in avanti quella definitiva, fu il calciatore Paolo Rossi insieme ai soci Giovanni Bocciardo ed Edoardo Pasteur. I colori in questione vengono scelti per richiamare la Union Jack, la bandiera del Regno Unito, luogo di nascita del calcio.

### Simboli ufficiali

#### Stemma
Il simbolo del club è il grifone, figura araldica costituita dall'incrocio tra un'aquila e un leone, e presente sullo stemma della città di Genova quale sostegno. Nello stemma, il grifone compare su sfondo rossoblù sormontato dalla croce di San Giorgio.
Per diversi anni il Genoa non cucì sulle maglie dei giocatori alcuno stemma, mentre su documenti e tessere sociali come simbolo utilizzava quello cittadino, composto da due grifoni che reggono lo scudo con dentro la croce di San Giorgio.
Il simbolo che per primo comparve sulle maglie genoane, attorno al 1912, fu proprio lo stemma civico, in una foggia assai semplice e priva di orpelli esteriori. Gli fece seguito il primo stemma societario "propriamente detto", simile a quello storico, ma con il grifone rivolto verso destra. Alcune variazioni significative comparvero a cavallo tra anni Venti e Trenta, durante il regime fascista (in questo periodo il grifone regge il fascio littorio), e nel quadriennio 1979-1983 quando venne introdotta una testa di grifone rossa – irriverentemente soprannominata "il gallinaccio" dai tifosi genoani – con corpo blu.
Un'altra variante del logo è utilizzata durante gli anni Novanta: al centro dello scudetto vi è sempre il grifone su sfondo blu, ma nella parte superiore appare la scritta GENOA in giallo su sfondo rosso granata e, nella parte inferiore bianca, la scritta 1893 richiamante l'anno di fondazione del club; ai lati dello scudo bordato di rosso granata, compaiono due bandiere rossoblù, una delle due sormontata da una croce rossa su sfondo bianco, in richiamo alla bandiera cittadina.

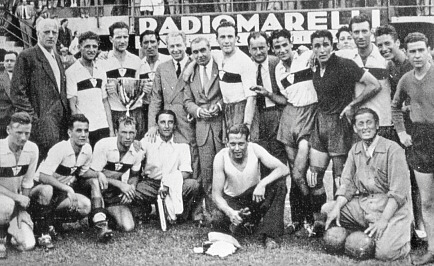
La croce di Genova sulle maglie esterne della stagione 1936-1937
Bruno Caneo indossa una maglia col "gallinaccio" nella stagione 1981-1982
Stemma usato dal 1991 al 1998
Stemma usato dal 1998 al 2022
Stemma in uso dal 2022

#### Inno
L'inno del Genoa è Un Cantico per il mio Grifone, composto da Piero Campodonico e Gian Piero Reverberi nel 1972 e vincitore, nel dicembre di quell'anno, del concorso cittadino indetto per la scelta del nuovo inno rossoblù.
Il precedente inno, quanto meno il primo di cui è rimasta memoria, era Semmo do Zena, composto e cantato nel 1931 da Mario Cappello.

## Strutture

### Stadio
Dopo la fondazione del club, due industriali scozzesi proprietari di una fabbrica situata nella piazza d'Armi del Campasso mettono a disposizione del Genoa il suo primo campo da gioco che però dopo tre anni sarà abbandonato per il Campo Sportivo di Ponte Carrega, il quale è situato lungo le rive del torrente Bisagno; è qui che viene disputato il primo incontro ufficialmente documentato della storia del calcio in Italia, il 6 gennaio 1898. Nel 1907 il Ponte Carrega viene scelto per ospitare un enorme gasometro, di conseguenza la dirigenza genoana acquista un'area nella zona di San Gottardo: l'inaugurazione avviene l'8 dicembre 1907. L'impianto di San Gottardo si dimostra inadeguato soprattutto per la limitata capienza delle tribune e per l'eccessiva lontananza dal centro cittadino.
Il 1º luglio 1910 il socio Musso Piantelli propone di allestire il campo in un suo terreno di Marassi, accanto alla propria villa, lo stadio viene inaugurato il 22 gennaio 1911 in occasione della partita tra Genoa e Inter. Il 1º gennaio 1933, durante la festa per il quarantennale del Genoa, lo stadio viene intitolato a Luigi Ferraris, storico capitano della squadra genovese caduto durante la Prima guerra mondiale. In occasione del Mondiale 1990 lo stadio viene totalmente demolito e ricostruito: per consentire al Genoa e alla Sampdoria di continuare a giocare le partite casalinghe, i lavori vengono eseguiti "per singoli settori" e durano più di 2 anni.

### Centro di allenamento
Il quartier generale per gli allenamenti è il complesso sportivo Pio XII, attualmente intitolato all'ex capitano rossoblù Gianluca Signorini, situato presso Villa Rostan, nel quartiere di Pegli; è dotato di palestra e centro benessere. Nell’estate del 2019 il centro ha avuto delle ristrutturazioni con un rifacimento della struttura riguardante la palestra e un raddoppio dei campi a 11 che sono passati da 1 a 2.

## Società
Il club venne fondato il 7 settembre 1893 come associazione con il nome "Genoa Cricket and Athletic Club", cambiando denominazione in "Genoa Cricket and Football Club" il 2 gennaio 1899 e successivamente, per imposizione del regime fascista, nel 1928 in "Genova 1893 Circolo del Calcio" e nel 1935 in "Associazione Calcio Genova 1893", mantenendo quest'ultimo nome fino al secondo dopoguerra, quando ritornerà a chiamarsi Genoa Cricket and Football Club; dal 5 settembre 1966 l'associazione divenne una società per azioni, con la stessa ragione sociale fino al 18 luglio 1967, quando la nuova denominazione ufficiale fu "Genoa 1893", che mantenne fino al luglio 1998, quando si scelse nuovamente il ritorno all'antico nome di Genoa Cricket and Football Club.
La società, avente sede legale in via Ronchi, 67 a Genova e iscritto alla Camera di Commercio della stessa città, risulta avere, al 2024, 192 dipendenti e un capitale sociale di 6 471 354,60 euro suddiviso in 64 713 546 azioni ordinarie del valore nominale di 0,10 euro ciascuna.
Dal 22 settembre 2021 al 18 dicembre 2024 la maggioranza del club è stata controllata dalla società di investimenti privati statunitense 777 partners, fondata da due soci (Steven Pasko e Josh Wander) e proprietaria anche di altri club calcistici (Standard Liegi, Red Star Football Club, CR Vasco da Gama e Hertha Berlino), di una squadra di pallacanestro (London Lions), due compagnie aeree low cost e socia di minoranza in altre due squadre di calcio (Siviglia FC e Melbourne Victory FC) oltre ad operare nel settore dei trasporti e del cinema. Questo controllo di 777 partners sul Genoa è stato esercitato tramite la società italiana 777 Genoa CFC Holdings s.r.l., proprietaria del club rossoblù con il 99,89% del capitale azionario e, a sua volta, riconducibile a 777 partners attraverso una serie di partecipazioni a cascata di società create appositamente per l'acquisto della squadra ligure (composta inizialmente dalla società spagnola Genoa CFC 777 S.L., passando per la società italiana 777 Italy Sports Holding S.p.A.). Il rimanente capitale azionario dello 0,11% è detenuto da piccoli azionisti.
Il 18 dicembre 2024 l'imprenditore romeno Dan Șucu rileva il 77% delle quote della società, lasciando il restante ai precedenti 777 e ai piccoli azionisti.
La società proprietaria dei rossoblù è inoltre la capogruppo del "Gruppo Genoa Cricket and Football Club S.p.A.", del quale fa parte anche la controllata Genoa Image S.p.A. Store Museum & Marketing (al 100%), che si occupa della gestione del marchio societario.

### Organigramma societario
Il governo societario del Genoa Cricket and Football Club S.p.A. prevede un sistema tradizionale formato dall'assemblea degli azionisti, dal consiglio di amministrazione e dal collegio sindacale.
Di seguito l'organigramma societario del Genoa.
- Dan Șucu - Presidente
- Andrés Blázquez Ceballos - Chief Executive Officer
- Flavio Ricciardella - Chief Operating Officer
- Stefano Vincis - Chief Financial Officer
- Marco Ottolini - General Manager Football
- Diodato Abagnara - General Secretary
- Alessandro Galleni - Chief Strategy Officer

- Enrico Ascheri - Academy Coordinator
- Stefano Ghisleni - Academy Technical Director
- Marta Carissimi - Female Teams Director
- Alessandro Corsini - Medical Director
- Marco Rossi - Club Manager

- Matteo Rossi - Sales Manager & Supporter Liaison Officer
- Alessio Vernazza - Purchasing & Logistics Manager
- Dino Storace - Head of Press Office
- Marco Trucco - Head of Ticket Office
- Jacopo Pulcini - Brand & Marketing Manager

- Viktoria Grattarola - Head of Accounting
- Marco Espertino - Procurement Manager
- Davide Demartini - Controller
- Nicolò Musiari - Controller
- Paolo Schiavi - Payroll Specialist

### Sponsor
Di seguito la cronologia di fornitori tecnici del Genoa.

Claudio Sala in azione con la prima maglia genoana sponsorizzata della storia, stagione 1981-1982.

- 1893-1978 non presente
- 1978-1980 Puma
- 1980-1982 Mauri Sport
- 1982-1988 Adidas
- 1988-1998 Erreà
- 1998-2001 Kappa
- 2001-2008 Erreà
- 2008-2012 Asics
- 2012-2019 Lotto
- 2019-2022 Kappa
- 2022-2023 Castore
- 2023-in corso Kappa

### Settore giovanile
Il settore giovanile del Genoa è formato da tre squadre maschili partecipanti ai campionati nazionali (Primavera, Allievi Nazionali e Giovanissimi Nazionali), due partecipanti a livello regionale (Allievi B e Giovanissimi B) e una a livello provinciale (Giovanissimi C), oltre a due rappresentative di Esordienti, due di Pulcini e una di "piccoli amici".
La scuola di calcio più antica d'Italia è quella del Genoa: la società è infatti la prima in Italia ad aver istituito un settore giovanile (22 ottobre 1902) per giocatori di età inferiore ai 16 anni su proposta del socio e calciatore Attilio Salvadè. Le prime vittorie furono a un torneo per "giovinetti" il 7 giugno 1903 ove i genoani sconfissero le selezioni del liceo D'Oria e dell'istituto Genova. Nello stesso giorno la sezione "Allievi" sconfisse il Collegio Convitto di Genova per 3 a 0 con la seguente formazione: Crosa, Cevasco, Vigliacca, Ferraris, Castruccio, Cartier, Pellerani, Martins, Salvadè, Pollak e Storace.
A partire dalla stagione 2008–09 la scuola calcio rossoblù è inoltre la prima squadra in Italia ad avere uno sponsor autonomo (Barabino & Partners).

## Nella cultura di massa
Il Genoa è spesso presente in varie opere della cultura italiana. In ambito cinematografico la squadra è citata in Figurine (1997), il quale segue la storia di Alberto, un bambino di 10 anni che frequenta le scuole elementari e ha la passione per il Genoa e le figurine, Genova e il calcio - Le due anime della Superba (2010), documentario sulla storia e sulle rivalità tra Genoa e Sampdoria e sul derby della Lanterna, InvaXön - Alieni in Liguria (2004), dove gli alieni sfidano una rappresentativa Genoa-Samp guidata da Attilio Lombardo e Claudio Onofri.
Nello special televisivo di Lupin III, Lupin III - La pagina segreta di Marco Polo, la parte iniziale è ambientata a Genova e le guardie di Palazzo San Giorgio stanno guardando il derby, esultando per il gol di un giocatore del Genoa.
Per quanto concerne le opere letterarie, il Genoa è citato nel romanzo Fantozzi di Paolo Villaggio, quando l'omonimo protagonista racconta le mirabolanti imprese dell'inesistente rossoblù Ronzitti. Riferimenti al Genoa e ai suoi giocatori si possono cogliere anche in diverse copertine del fumetto Topolino (la prima nel 1976).
In ambito musicale, il cantautore e tifoso Francesco Baccini nel 1991 ha scritto l'inno Genoa, interpretato con I Ragazzi del “Genoa". Luca Canfora, cantautore genovese, ha dedicato le canzoni Genoa e Forza vecchio cuore rossoblù alla squadra. Da notare inoltre come il cantante italoamericano Frank Sinatra, tifoso genoano, abbia voluto una cravatta rossoblù per il suo funerale.
Nel 2014 il cantautore londinese di origine italiana Jack Savoretti, tifoso genoano, ha ambientato allo stadio Luigi Ferraris il videoclip del singolo Home, tratto dall'album Written in Scars. Similmente, nel 2023 il cantante genovese e tifoso rossoblù Bresh ha ambientato al Ferraris e nel centro storico di Genova, con i tifosi genoani, il videoclip di Guasto d'amore, brano dedicato alla sua squadra del cuore e diventato presto una sorta di nuovo inno del Genoa. Tra l'altro, già nel 2021, Bresh aveva intonato il ritornello di Guasto d'Amore sulle note di un pianoforte suonato da Mattia Perin, ai tempi il portiere del Grifone.
Infine, il cantautore francese di origine spagnola Manu Chao, nel videoclip del brano La Chinita (2001), indossa una maglia genoana.Sulla scia di ciò, nel 2025 il cantautore genovese e genoano Alfa per il videoclip della sua canzone A me mi piace in collaborazione proprio con Manu Chao, indossa anch'egli una maglia del Genoa, cantando e suonando per le strade di Genova e nello stadio Ferraris, dove fa da comparsa il calciatore rossoblù Stefano Sabelli.

## Allenatori e presidenti
Di seguito l'elenco di allenatori e presidenti del Genoa dall'anno di fondazione a oggi.
- 1893-96  Commissioni tecniche
- 1896-03  James Spensley[48]
- 1904-05  Karl Senft[48]
- 1906  Étienne Bugnion[48]
- 1907  James Spensley[48]
- 1908  Vieri Arnaldo Goetzlof[48]
- 1909-10  Daniel Hug[48]
- 1910-12  Eugen Herzog[48]
- 1912-15  William Garbutt
- 1915-16  Thomas Coggins
- 1916-19  Enrico Pasteur
- 1919-27  William Garbutt
- 1927-30  Renzo De Vecchi
- 1930-31  Géza Székány
- 1931-32  Luigi Burlando e  Guillermo Stábile
- 1932-33  Karl Rumbold
- 1933-34  József Nagy
- 1934-35  Vittorio Faroppa
- 1935  Renzo De Vecchi
- 1935-36  György Orth
- 1936-37  Hermann Felsner
- 1937-39  William Garbutt
- 1939-40  Ottavio Barbieri e  William Garbutt
- 1940-41  Ottavio Barbieri
- 1941-45  Guido Ara
- 1945-46  József Viola
- 1946  Ottavio Barbieri
- 1946-48  William Garbutt
- 1948-49  Federico Allasio
- 1949  David John Astley
- 1949  David John Astley e  Federico Allasio
- 1949-51  Manlio Bacigalupo
- 1951-52  Imre Senkey
- 1952  Valentino Sala e  Giacinto Ellena
- 1952-53  Giacinto Ellena
- 1953-55  György Sárosi
- 1955  Ermelindo Bonilauri
- 1955-58  Renzo Magli
- 1958-59  Annibale Frossi
- 1959  Gipo Poggi e  Antonio Busini
- 1959-60  Jesse Carver
- 1960-61  Annibale Frossi
- 1961  Angelo Rosso
- 1961-63  Renato Gei
- 1963  Angelo Rosso
- 1963-64  Benjamín Santos
- 1964  Paulo Amaral
- 1964-65  Roberto Lerici
- 1965-66  Luigi Bonizzoni
- 1966-67  Giorgio Ghezzi
- 1967  Paolo Tabanelli
- 1967  Livio Fongaro
- 1967-68  Aldo Campatelli
- 1968  Maurizio Bruno
- 1968-69  Aldo Campatelli
- 1969  Franco Viviani
- 1969-70  Maurizio Bruno e  Ermelindo Bonilauri
- 1970  Aredio Gimona e  Ermelindo Bonilauri
- 1970-74  Arturo Silvestri
- 1974-75  Guido Vincenzi
- 1975-78  Luigi Simoni
- 1978  Pietro Maroso
- 1978-79  Héctor Puricelli
- 1979  Gianni Bui
- 1979-80  Gianni Di Marzio
- 1980-84  Luigi Simoni
- 1984-86  Tarcisio Burgnich
- 1986-87  Attilio Perotti
- 1987-88  Luigi Simoni
- 1988  Attilio Perotti
- 1988-90  Franco Scoglio
- 1990-92  Osvaldo Bagnoli
- 1992  Bruno Giorgi
- 1992-93  Luigi Maifredi
- 1993  Claudio Maselli
- 1993-94  Franco Scoglio
- 1994-95  Giuseppe Marchioro
- 1995  Claudio Maselli
- 1995-96  Luigi Radice
- 1996  Gaetano Salvemini
- 1996-97  Attilio Perotti
- 1997  Gaetano Salvemini
- 1997-98  Claudio Maselli
- 1998  Tarcisio Burgnich
- 1998  Giuseppe Pillon
- 1998-99  Luigi Cagni
- 1999-00  Delio Rossi
- 2000  Bruno Bolchi
- 2000-01  Guido Carboni e  Alfredo Magni
- 2001  Bruno Bolchi
- 2001  Claudio Onofri[49]
- 2001  Franco Scoglio
- 2001-02  Edoardo Reja
- 2002  Claudio Onofri
- 2002-03  Vincenzo Torrente e  Rino Lavezzini
- 2003  Roberto Donadoni
- 2003-04  Luigi De Canio
- 2004-05  Serse Cosmi
- 2005  Francesco Guidolin
- 2005-06  Giovanni Vavassori
- 2006  Attilio Perotti
- 2006  Giovanni Vavassori
- 2006-10  Gian Piero Gasperini
- 2010-11  Davide Ballardini
- 2011  Alberto Malesani
- 2011-12  Pasquale Marino
- 2012  Alberto Malesani
- 2012  Luigi De Canio
- 2012-13  Luigi Delneri
- 2013  Davide Ballardini
- 2013  Fabio Liverani
- 2013-16  Gian Piero Gasperini
- 2016-17  Ivan Jurić
- 2017  Andrea Mandorlini
- 2017  Ivan Jurić
- 2017-18  Davide Ballardini
- 2018  Ivan Jurić
- 2018-19  Cesare Prandelli
- 2019  Aurelio Andreazzoli
- 2019  Thiago Motta
- 2019-20  Davide Nicola
- 2020  Rolando Maran
- 2020-21  Davide Ballardini
- 2021-22  Andrij Ševčenko
- 2022  Abdoulay Konko[49]
- 2022  Alexander Blessin
- 2022-24  Alberto Gilardino
- 2024-  Patrick Vieira

- 1893-97  Charles De Grave Sells
- 1897-99  Hermann Bauer
- 1899-04  George Fawcus
- 1904-09  Edoardo Pasteur
- 1909-10  Vieri Arnaldo Goetzlof
- 1910-11  Edoardo Pasteur
- 1911-13  Luigi Aicardi
- 1913-20  George Davidson
- 1920-26  Guido Sanguineti
- 1926-27  Vincent Ardissone
- 1927-33  Vincent Ardissone
- 1933-34  Alessandro Tarabini
- 1934-36  Alfredo Costa
- 1936-37  Juan Culiolo
- 1937-41  Juan Culiolo
- 1941-42  Giovanni Battista Bertoni
- 1942-43  Giovanni Gavarone
- 1943-44  Giovanni Battista Bertoni
- 1944-45  Aldo Mairano
- 1945-46  Antonio Lorenzo
- 1946  Edoardo Pasteur
- 1946  Giovanni Peragallo
- 1946-50  Massimo Poggi
- 1950-51  Aldo Mairano
- 1951-53  Ernesto Cauvin
- 1953-54  Ugo Valperga
- 1954-58  Comitati di Presidenza
- 1958-60  Fausto Gadolla
- 1960-63  Comitati di Presidenza
- 1963  Edoardo Garrone
- 1963-66  Giacomo Berrino
- 1966-67  Ugo Maria Failla
- 1967-70  Renzo Fossati
- 1970  Virgilio Bazzani
- 1970-71  Angelo Tongiani
- 1971-72  Gianni Meneghini
- 1972-74  Giacomo Berrino
- 1974-85  Renzo Fossati
- 1985-97  Aldo Spinelli
- 1997-99  Massimo Mauro
- 1999-01  Gianni Scerni
- 2001-02  Luigi Dalla Costa
- 2002-03  Nicola Canal
- 2003  Stefano Campoccia
- 2003-21  Enrico Preziosi
- 2021-25  Alberto Zangrillo
- 2025-  Dan Șucu

## Calciatori

### Numeri di maglia ritirati
- 6: in onore di  Gianluca Signorini[50], bandiera del Grifone scomparsa prematuramente nel 2002.
- 7: per omaggiare  Marco Rossi[51], il più importante capitano della storia recente del Genoa.
- 12: in omaggio ai tifosi, considerati il "dodicesimo uomo" in campo.[52]

### Hall of Fame

Vincenzo Torrente, per 15 anni in maglia genoana

In occasione del 120º anniversario della società, i tifosi rossoblù sono stati chiamati a scegliere gli 11 giocatori più rappresentativi della storia del Genoa, dopo una votazione con 20 000 preferenze. Gli 11 Hall of Famers 2013 sono stati presentati sul prato del Ferraris il 29 settembre dello stesso anno e premiati con le opere del pittore colombiano Federico Romero Bayter a loro dedicate. I giocatori scelti sono stati:
- Giovanni De Prà (1921-33)
- Gianluca Signorini (1988-95)
- Vincenzo Torrente (1985-2000)
- Ottavio Barbieri (1919-32)
- Branco (1990-93)
- Gennaro Ruotolo (1988-2002)
- Mario Bortolazzi (1990-98)
- Juan Carlos Verdeal (1946-50)
- Carlos Alberto Aguilera (1989-92)
- Roberto Pruzzo (1973-78)
- Tomáš Skuhravý (1990-96)

### Vincitori di titoli
Campioni del mondo
- Mario Genta (Francia 1938)
- Mario Perazzolo (Francia 1938)

## Palmarès

### Competizioni nazionali
- Campionato italiano: 9

1898, 1899, 1900, 1902, 1903, 1904, 1914-1915, 1922-1923, 1923-1924
- Coppa Italia: 1

1936-1937

### Altre competizioni
- Coppa delle Alpi: 2  (record italiano)

1962, 1964
- Coppa dell'Amicizia: 1

1963
- Coppa Anglo-Italiana: 1

1995-1996
- Serie B: 6 [54] (record)

1934-1935, 1952-1953, 1961-1962, 1972-1973, 1975-1976, 1988-1989
- Serie C: 1

1970-1971 (girone B)
- Seconda Categoria: 1

1904
- Campionato Riserve: 1

1938-1939
- Palla Dapples: 13

1903; 1904; 1908; 1909
- Coppa Liguria: 1

1916-1917
- Coppa Pasteur: 1

1917
- Coppa Lombardia: 1

1922
- Coppa Città di Genova: 1

1945

### Altri piazzamenti
- Coppa dell'Europa Centrale:

Semifinale: 1938
- Coppa Alta Italia:

Semifinale: 1946
- Coppa Mitropa:

Finale: 1990
- Coppa UEFA:

Semifinale: 1991-1992
- Coppa Italia:

Finale: 1939-1940
Terzo posto: 1958-1959

### Competizioni giovanili
- Campionato Primavera: 1

2009-2010
- Coppa Italia Primavera: 1

2008-2009
- Supercoppa Primavera: 2

2009, 2010
- Campionato Primavera 2: 1

2022-2023 (girone A)
- Torneo di Viareggio: 3

1965, 2007, 2025
- Campionato Nazionale Under-18: 2

2020-2021, 2023-2024
- Campionato Nazionale giovanile: 2

1939, 1942
- Campionato De Martino: 2

1962, 1964
- Blue Stars/FIFA Youth Cup: 1

1955
- Torneo Internazionale Carlin's Boys: 4

2000, 2015, 2016, 2019
- Torneo Città di Arco: 1

1995
- Torneo Internazionale Maggioni-Righi: 1

2023
- Trofeo Dossena: 1

2025

## Statistiche e record

### Partecipazione ai campionati
Di seguito una tabella raffigurante la partecipazione del Genoa ai 122 campionati di calcio cui si è iscritto, tutti nel novero dell'odierno settore professionistico.
| Livello | Categoria           | Partecipazioni | Debutto   | Ultima stagione | Totale |
| ------- | ------------------- | -------------- | --------- | --------------- | ------ |
| 1º      | Prima Categoria     | 20             | 1898      | 1920-1921       | 86     |
| 1º      | Prima Divisione     | 5              | 1921-1922 | 1925-1926       | 86     |
| 1º      | Divisione Nazionale | 4              | 1926-1927 | 1945-1946       | 86     |
| 1º      | Serie A             | 57             | 1929-1930 | 2024-2025       | 86     |
| 2º      | Serie B             | 34             | 1934-1935 | 2022-2023       | 34     |
| 3º      | Serie C             | 1              | 1970-1971 | 1970-1971       | 2      |
| 3º      | Serie C1            | 1              | 2005-2006 | 2005-2006       | 2      |

### Partecipazione alle coppe nazionali
| Competizione         | Partecipazioni | Debutto   | Ultima stagione | Totale |
| -------------------- | -------------- | --------- | --------------- | ------ |
| Coppa Italia         | 76             | 1926-1927 | 2024-2025       | 78     |
| Coppa Alta Italia    | 1              | 1945-1946 | 1945-1946       | 78     |
| Coppa Italia Serie C | 1              | 2005-2006 | 2005-2006       | 78     |

### Partecipazione alle competizioni UEFA
| Competizione                    | Partecipazioni | Debutto   | Ultima stagione | Totale |
| ------------------------------- | -------------- | --------- | --------------- | ------ |
| Coppa UEFA / UEFA Europa League | 2              | 1991-1992 | 2009-2010       | 2      |

## Tifoseria
Secondo un'indagine condotta e pubblicata annualmente da due società specializzate in sondaggi e ricerche di mercato, la StageUp e la Ipsos, al 2023 la squadra può contare in Italia su un seguito stimato in circa 210 000 tifosi, un dato in linea con la rilevazione precedente del 2021.

### Storia
(Fabrizio De André)
La parte più calda della tifoseria ha sede presso la Gradinata Nord, nella quale vi sono i principali gruppi ultras: "Via Armenia 5r" (ex "Ottavio Barbieri"), "I Caruggi", "Levante Rossoblu”, "Up the Scarves". Vi sono presenti anche altri gruppi in Gradinata Nord, tra i quali “GAV 2003” (Gruppo Andrea Verrina), "Gruppo Meroni", “SetteSettembre", "Collettivo Rossoblu" e da inizio campionato 2017 anche “Figgi dö Zena”.
A partire dal 2006, nel settore 5 della Tribuna dello stadio Luigi Ferraris è stato creato il "Genoa Club For Children", associazione nata con lo scopo di educare bambini e ragazzi tra i 7 e i 16 anni a un tifo equilibrato: il club ottiene per questo riconoscimenti come l'"European Football Supporters Award" e l'Oscar del calcio AIC come miglior tifoso dell'anno 2007.

### Gemellaggi e rivalità

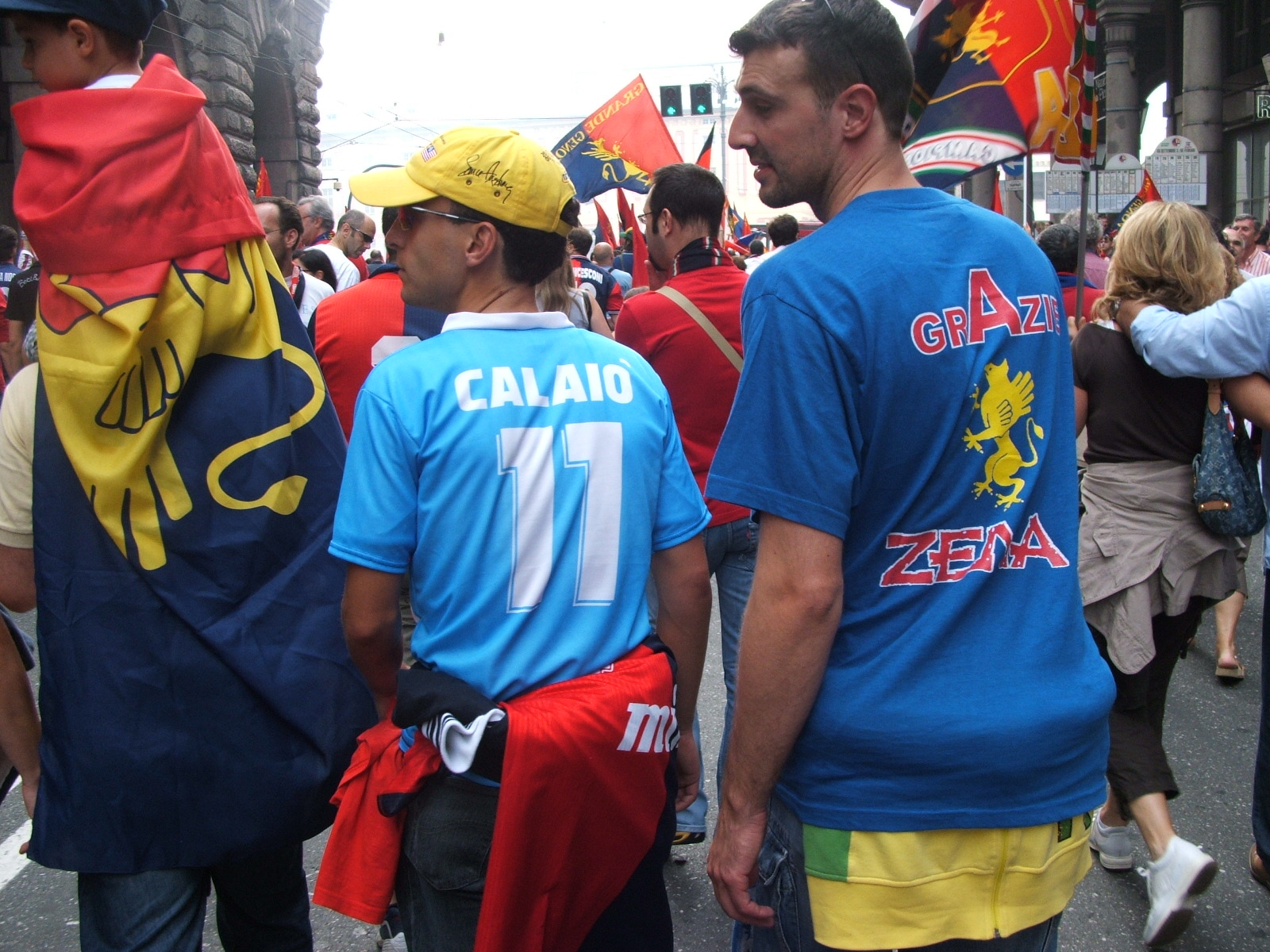
Supporter di Napoli e Genoa nel 2007, alla festa per la promozione rossoblù in Serie A: le due tifoserie erano all'epoca legate da un saldo gemellaggio che perdurava dal 1982, prima della rottura decisa nel 2019 dagli ultras azzurri.

La tifoseria genoana è gemellata con i supporter di Cosenza, Ancona e Alessandria. Esistono rapporti di profonda amicizia con le curve di Reggiana, Catania, Pisa (in passato c'era un gemellaggio), della Carrarese, Cremonese, Udinese, Perugia (anche in contrapposizione al gemellaggio tra sampdoriani e ternani), Vigor Lamezia e Lecce. La curva rossoblù mantiene, anche, rapporti di rispetto e stima con il Vicenza (una volta erano gemellate), con il Pescara, con la SPAL, con il Palermo e con l'Entella.
Coi tifosi del Torino vi era un solido gemellaggio, che venne rotto al termine dell'incontro Torino-Genoa del 24 maggio 2009, vinto dai rossoblù (in corsa per la zona Champions) per 3-2, che contribuì in maniera determinante alla retrocessione dei granata in Serie B; nel corso degli anni seguenti ci sono stati segnali distensivi tra le due tifoserie, che ora mantengono un rapporto di amicizia. Anche con i tifosi del Napoli vi era un forte gemellaggio durato 37 anni, ma il 10 aprile 2019 questo rapporto viene rotto dagli ultras partenopei.
All'estero, i tifosi del Grifone sono gemellati con i bulgari dello Spartak Varna, coi francesi dell'Olympique Marsiglia (solo con i South Winner) e con i greci del Paniōnios. La curva genoana è anche in buoni rapporti coi tifosi tedeschi dell'Hertha Berlino, con quelli spagnoli dell'Athletic Bilbao e con quelli monegaschi del Monaco. Fuori dall'Europa, i tifosi rossoblù simpatizzano per gli argentini del Boca Juniors e per i brasiliani del Vasco da Gama.
Accese rivalità si hanno in primis coi tifosi dell'altra principale squadra genovese, la Sampdoria, con le due compagini che danno vita al derby della Lanterna, considerato uno dei più sentiti al mondo; seguono poi quelle con Lazio, Verona, Bari, Atalanta, Juventus, Inter, Roma (in passato erano tifoserie amiche), Fiorentina, Brescia, Milan (in passato c'era un gemellaggio) e Spezia: negli ultimi due casi, la tifoseria genoana è in contrasto con quella milanista a seguito dell'assassinio di Vincenzo "Spagna" Spagnolo da parte di un ultras rossonero il 29 gennaio 1995, mentre con quella spezzina per fatti risalenti agli anni 20 del XX secolo.
Altre rivalità sono con le tifoserie di Parma, Cagliari, Taranto, Modena, Padova, Ascoli, Venezia, Ternana, Bologna, Cesena, Foggia, Fidelis Andria, Catanzaro, Piacenza, Salernitana, Varese, Savona. All'estero, sul finire degli anni 2000 i rossoblù hanno avuto screzi con il tifo organizzato del Nizza e del Lilla.

## Organico

### Rosa 2025-2026
Rosa aggiornata al 12 agosto 2025.
| N. |                        | Ruolo | Calciatore             |
| -- | ---------------------- | ----- | ---------------------- |
| 1  | Italia (bandiera)      | P     | Nicola Leali           |
| 31 | Svizzera (bandiera)    | P     | Benjamin Siegrist      |
| 39 | Italia (bandiera)      | P     | Daniele Sommariva      |
| 20 | Italia (bandiera)      | D     | Stefano Sabelli        |
| 15 | Inghilterra (bandiera) | D     | Brooke Norton-Cuffy    |
| 5  | Norvegia (bandiera)    | D     | Leo Skiri Østigård     |
| 34 | Danimarca (bandiera)   | D     | Sebastian Otoa         |
| 27 | Italia (bandiera)      | D     | Alessandro Marcandalli |
| 14 | Italia (bandiera)      | D     | Alessandro Vogliacco   |
| 22 | Messico (bandiera)     | D     | Johan Vásquez          |
| 3  | Spagna (bandiera)      | D     | Aarón Martín           |
| 2  | Norvegia (bandiera)    | C     | Morten Thorsby         |
| 73 | Italia (bandiera)      | C     | Patrizio Masini        |
| 32 | Danimarca (bandiera)   | C     | Morten Frendrup        |
|    | Norvegia (bandiera)    | C     | Emil Bohinen           |

| N. |                       | Ruolo | Calciatore              |
| -- | --------------------- | ----- | ----------------------- |
| 77 | Islanda (bandiera)    | C     | Mikael Egill Ellertsson |
| 11 | Danimarca (bandiera)  | C     | Albert Grønbæk Erlykke  |
| 8  | Romania (bandiera)    | C     | Nicolae Stanciu         |
| 17 | Ucraina (bandiera)    | C     | Ruslan Malinovs'kyj     |
| 23 | Argentina (bandiera)  | C     | Valentín Carboni        |
| 10 | Brasile (bandiera)    | A     | Junior Messias          |
| 30 | Paraguay (bandiera)   | A     | Hugo Cuenca             |
| 18 | Ghana (bandiera)      | A     | Caleb Ekuban            |
| 21 | Italia (bandiera)     | A     | Jeff Ekhator            |
| 29 | Italia (bandiera)     | A     | Lorenzo Colombo         |
| 40 | Italia (bandiera)     | A     | Seydou Fini             |
| 45 | Nigeria (bandiera)    | A     | David Ankeye            |
| 76 | Italia (bandiera)     | A     | Lorenzo Venturino       |
| 9  | Portogallo (bandiera) | A     | Vitinha                 |

### Staff tecnico
Staff aggiornato al 19 novembre 2024.
- Patrick Vieira - Allenatore
- Kristian Wilson - Vice allenatore
- Alex Clapham - Collaboratore tecnico
- Roberto Murgita - Collaboratore tecnico
- Alessio Scarpi - Preparatore dei portieri
- Stefano Raggio Garibaldi - Assistente Preparatore dei portieri
- Filippo Gatto - Preparatore atletico
- Gaspare Picone - Preparatore atletico
- Alessandro Pilati - Preparatore atletico
- Mirco Vecchi - Match Analyst
- Francesco Nuccio - Medico sociale
- Marco Stellatelli - Medico sociale
- Pietro Cistaro - Fisioterapista
- Matteo Perasso - Fisioterapista
- Federico Campofiorito - Fisioterapista
- Davide Cornetti - Fisioterapista
- Luca Vergani - Recupero infortuni
- Emanuele Cena - Recupero Infortuni
- Laura Mancin - Nutrizionista
- Nicolò Cassone - Nutrizionista
- Antonio Sacco - Psicologo

## Attività polisportiva

### Sezione femminile
A partire dal 2015, a seguito degli obblighi istituiti dalla FIGC per le squadre partecipanti alla Serie A e alla Serie B maschili, il Genoa ha avviato la propria sezione di calcio femminile, attiva inizialmente con il solo settore giovanile e sotto il nome di Genoa Cricket.
Nel luglio 2018 il Genoa stipula un accordo di collaborazione con la U.S.D. Giovanile Lavagnese, società che ha appena ottenuto l'accesso alla prima edizione della Serie B a girone unico, che modifica così la propria denominazione in U.S.D. Genoa Women per la stagione 2018-2019. Terminato il campionato nella terzultima posizione, la squadra retrocede in Serie C a seguito della sconfitta nello spareggio promozione-retrocessione contro la Novese; tuttavia, avendo il Genoa deciso di interrompere la collaborazione, la società non si iscrive al campionato successivo, ponendo termine alla propria attività.
Nella stagione 2019-2020 il Genoa iscrive una propria prima squadra femminile al campionato di Eccellenza, ottenendo un'immediata promozione in Serie C, frutto di dieci partite vinte su dieci partite giocate, subendo una sola rete, fino all'interruzione del campionato a causa della pandemia di covid.
In Serie C il Genoa ha disputato due stagioni terminando nei primi posti del proprio girone. Nell'estate 2022 ha acquisito il titolo sportivo del Cortefranca e con esso il diritto di iscrizione al campionato di Serie B 2022-2023, mantenendo la categoria a fine campionato.
Al termine della stagione di Serie B 2023-2024 l'attaccante rossoblù Caterina Bargi si è laureata capocannoniera del campionato cadetto, con 22 reti all'attivo, ex aequo con la ternana Valeria Pirone. Si è trattato del primo traguardo individuale mai conquistato da una calciatrice del Genoa Women.

### Cricket
Nel 2007, su iniziativa di alcuni tifosi genoani, la Fondazione Genoa, con l'aiuto della società calcistica, ha riformato l'antica sezione di cricket, che ha esordito nel campionato italiano di Serie C nello stesso anno.

### Pallacanestro
Dal 1945 al 1947 la sezione di pallacanestro del Genoa partecipò ai campionati italiani femminili e maschili di pallacanestro.

### Pallanuoto
Dal 1911 al 1922 la sezione di pallanuoto del Genoa partecipò al campionato italiano di pallanuoto vincendo i primi quattro scudetti italiani nei campionati del 1912, 1913, 1914 e 1919.

### eSports
Nel 2020 il Genoa ha aperto una sezione per gli eSports, che nella stagione 2021 ha vinto la prima edizione della eSerie A.